# Duikerwantsen
Duikerwantsen (Corixidae) vormen een familie van aquatische insecten in de orde Hemiptera en de onderorde van de Heteroptera (wantsen). De familie werd voor het eerst wetenschappelijk beschreven door William Elford Leach in 1815. Er zijn ongeveer 500 bekende soorten wereldwijd, in 33 geslachten. 

## Uiterlijk
De dieren hebben over het algemeen een lang afgeplat lichaam en worden tot 13 millimeter lang. Ze hebben fijne donkerbruine of zwarte strepen die de vleugels markeren. De achterste vier poten  zijn lang en hebben haren aan de uiteinden zodat ze gebruikt kunnen worden als roeispanen, de voorste twee poten zijn kort. Ze lijken daarmee enigszins op bootsmannetjes maar in tegenstelling tot deze dieren, zwemmen ze rechtop, terwijl bootsmannetjes ondersteboven in het water zwemmen.

## Levenswijze
Ze komen voor in vijvers en langzaam stromend water, waar ze dicht bij de bodem zwemmen. De meeste duikerwantsen leven van plantaardig materiaal en algen; enkele soorten zijn rovers en eten ook andere waterdieren. Er is een enkele generatie per jaar en de eitjes worden bij voorkeur afgezet op ondergedompelde planten, stokken of rotsen. Het zijn goede zwemmers maar ook goede vliegers. Vooral in het voorjaar en herfst is er veel vliegactiviteit. Veel Corixidae kunnen striduleren. De geluiden zijn soortspecifiek en spelen een rol bij de paring. In tegenstelling tot andere wantsensoorten hebben ze geen scutellum. Duikerwantsen determineren is lastig, vaak is de voortars nodig van het mannetje voor een zekere determinatie

## Taxonomie
De familie bevat de volgende geslachten:

- Acromocoris Bode, 1953
- Agraptocorixa Kirkaldy, 1898
- Archaecorixa Popov, 1968
- Arctocorisa Wallengren, 1894
- Bakharia Popov, 1988
- Bumbacorixa Popov, 1986
- Callicorixa White, 1873
- Cenocorixa Hungerford, 1948
- Centipocoris Poisson
- Centrocorisa Lundblad, 1928
- Cnethocymatia Jansson, 1982
- Corisella Lundblad, 1928
- Corixa Geoffroy, 1762
- Corixalia Popov, 1986
- Corixonecta Popov, 1986
- Corixopsis Hong & Wang, 1990
- Coryphocorixa Popov, 2014
- Cristocorixa Popov, 1986
- Cymatia Flor, 1860
- Daohugocorixa Zhang, 2010
- Dasycorixa Hungerford, 1948
- Diacorixa Popov, 1971
- Diacorixites Popov, 2019
- Diapherinus Popov, 1966
- Diaprepocoris Kirkaldy, 1897
- Ectemnostega Enderlein, 1912
- Ectemnostegella Lundblad, 1928
- Gazimuria Popov, 1971
- Glaenocorisa Thomson, 1869
- Graptocorixa Hungerford, 1930
- Haenbea Popov, 1988
- Heliocorisa Lundblad, 1928
- Hesperocorixa Kirkaldy, 1908
- Heterocorixa White, 1879
- Huatingicorixa Hong, 1995
- Jiulongshanocorixa Zhang, 2010
- Krizousacorixa Hungerford, 1930
- Liassocorixa Popov, Dolling & Whalley, 1994
- Linicorixa Lin, 1980
- Lufengnacta Lin, 1977
- Mesocorixa Handlirsch, 1906
- Mesosigara Popov, 1971
- Monticorixa Štys, 1975
- Morphocorixa Jaczewski, 1931
- Neocorixa Hungerford, 1925
- Neosigara Lundblad, 1928
- Orocorixa Nieser & Padilla Gil, 1992
- Palmacorixa Abbott, 1912
- Paracorixa Stichel, 1955
- Parasigara Poisson, 1957
- Pseudocorixa Jaczewski, 1931
- Pseudoglaenocorisa Jaczewski, 1939
- Ramphocorixa Abbott, 1912
- Ratiticorixa Lin, 1980
- Shelopuga Popov, 1988
- Siculicorixa Lin, 1980
- Sigara Fabricius, 1775
- Sigaretta Popov, 1971
- Stenocorixa Horváth, 1926
- Taubarixa Martins-Neto, 1998
- Tauborixella Martins-Neto, 1998
- Tauborixiellopsis Martins-Neto, 1998
- Trichocorixa Kirkaldy, 1908
- Trichocorixella Jaczewski, 1931
- Velocorixa Popov, 1986
- Venacorixa Lin, 1986
- Vulcanicorixa Lin, 1980
- Xenocorixa Hungerford, 1947
- Yanliaocorixa Hong, 1983

## In Nederland voorkomende soorten
- Genus: Arctocorisa
  - Arctocorisa germari - (Zandputduikerwants)
- Genus: Callicorixa
  - Callicorixa praeusta - (Vlekpoot)
- Genus: Corixa
  - Corixa affinis - (Kustduikerwants)
  - Corixa dentipes - (Venduikerwants)
  - Corixa panzeri - (Schaarse duikerwants)
  - Corixa punctata - (Gewone duikerwants)
- Genus: Cymatia
  - Cymatia bonsdorffii - (Veenzwemmertje)
  - Cymatia coleoptrata - (Gewoon zwemmertje)
  - Cymatia rogenhoferi - (Oostelijk zwemmertje)
- Genus: Glaenocorisa
  - Glaenocorisa propinqua - (Baardduikerwants)
- Genus: Hesperocorixa
  - Hesperocorixa castanea - (Venmoerwants)
  - Hesperocorixa linnaei - (Donkere moerwants)
  - Hesperocorixa moesta - (Zeldzame moerwants)
  - Hesperocorixa sahlbergi - (Vlekmoerwants)
- Genus: Paracorixa
  - Paracorixa concinna - (Streeppoot)
- Genus: Sigara
  - Sigara distincta - (Grote sigaar)
  - Sigara falleni - (Groothandsigaar)
  - Sigara fossarum - (Slootsigaar)
  - Sigara hellensii - (Beeksigaar)
  - Sigara iactans - (Oostelijke sigaar)
  - Sigara lateralis - (Zwartvoetje)
  - Sigara limitata - (Tweestreepsigaar)
  - Sigara longipalis - (Langhandsigaar)
  - Sigara nigrolineata - (Richelsigaar)
  - Sigara scotti - (Vensigaar)
  - Sigara selecta - (Schorrensigaar)
  - Sigara semistriata - (Driestreepsigaar)
  - Sigara stagnalis - (Brakwatersigaar)
  - Sigara striata - (Gewone sigaar)